# Limnodriloides australis
Limnodriloides australis är en ringmaskart som beskrevs av Erséus 1982. Limnodriloides australis ingår i släktet Limnodriloides och familjen glattmaskar. Inga underarter finns listade i Catalogue of Life.